# Importorientiertes Wachstum
Der Begriff importorientiertes Wachstum beschreibt die Auswirkungen eines einseitigen (konzentrierten) Wachstums einer Volkswirtschaft im standardisierten Außenhandelsmodell in Richtung seines Importgutes. Importorientiertes  und exportorientiertes Wachstum beschreibt die Auswirkungen internationaler Wachstumseffekte auf eine zu beobachtende Volkswirtschaft. Es wird auch importlastiges Wachstum oder importsubstituierendes Wachstum genannt. Das Pendant ist das exportorientierte Wachstum.

## Einordnung
Dem Standardmodell einer Handel treibenden Volkswirtschaft gehen zwei Modelle zur Interpretation des internationalen Handels auf eine Volkswirtschaft sowie auf die Weltwirtschaft voraus. Zum einen das Ricardo-Modell und zum anderen das Heckscher-Ohlin-Modell. Wie alle Modelle sind auch diese lediglich stark vereinfachte Abbilder der Realität. So wird in der Praxis häufig eine Mischung aus beiden Modellen angewandt. Obwohl sich beide Modelle voneinander unterscheiden, weisen sie dennoch Gemeinsamkeiten auf:
- Die Produktionskapazität einer Volkswirtschaft kann durch eine Transformationskurve wiedergegeben werden
- Die Produktionsmöglichkeiten bestimmen die relative Angebotsstruktur eines Landes
- Das Welthandelsgleichgewicht wird bestimmt von der relativen Weltnachfrage und dem relativen Weltangebot

Sie können daher als Spezialfälle des Standardmodells einer Handel treibenden Volkswirtschaft betrachtet werden.
Das Standardmodell des Handels basiert im Wesentlichen auf vier Beziehungen:
1. Beziehung zwischen der Transformationskurve und relativer Angebotskurve
2. Beziehung zwischen dem relativen Preis und der relativen Nachfrage
3. Bestimmung des Weltgleichgewichtes durch Weltangebot und Weltnachfrage
4. Auswirkungen der Terms of Trade auf die Wohlfahrt einer Nation

## Grundannahmen des Standardmodells
Die oben genannten Beziehungen unterliegen Modellhaft den folgenden Annahmen:
- zwei Länder,
- zwei homogene Güter,
- Vollbeschäftigung,
- Keine Gläubiger-Schuldner-Beziehungen/Tauschhandel,
- Transportkosten werden vernachlässigt,
- Produktionsfaktoren Arbeit und Kapital mit substitutionaler Produktionsfunktion,
- Nachfragepräferenzen werden berücksichtigt,
- Geld dient nur als Tauschmittel (einfachste Interpretation Goldstandard),
- Neoklassische Idee der Preisbestimmung auf Wettbewerbsmärkten,
- Keine externen Effekte,
- Freihandel, d. h. keine Zölle oder andere Handelshemmnisse,
- Vollständige Faktormobilität im jeweiligen Land,
- Faktormobilität zwischen den Ländern.

Ist in der Wirklichkeit auch nur eine Annahme nicht gegeben, kann das Modell nicht angewandt werden.

## Zusammenhang zwischen Wachstum und Verschiebungen auf der Transformationskurve
Nach den oben genannten Prämissen produziert jede Volkswirtschaft nur zwei Güter mit bestimmten ihr zur Verfügung stehenden Produktionsfaktoren. Die Kombinationsmöglichkeiten verschiedener Produktionsvarianten können als Transformationskurve abgebildet werden. Jede Produktionskombination stiftet der Volkswirtschaft denselben Nutzen, man spricht hierbei von indifferentem Nutzen.
Erfährt eine Volkswirtschaft ein Wirtschaftswachstum so verschiebt sich die Transformationskurve nach außen. Das Wachstum kann resultieren aus dem Erlangen vermehrter Ressourcen z. B. durch Erschließung neuer Rohstoff-Quellen oder Liefer-Abkommen oder auch durch die effizientere Ausnutzung vorhandener Ressourcen durch technologische Innovationen.
Angenommen, eine Volkswirtschaft verbessert ihren Output an Gütern eines Sektors durch oben genannte Gründe, so verschiebt sich die Transformationskurve einseitig nach außen. Im nachfolgenden Beispiel verschiebt sich die Transformationskurve zum einen für die Textilproduktion (a) und zum anderen für die Lebensmittelproduktion (b) nach außen.

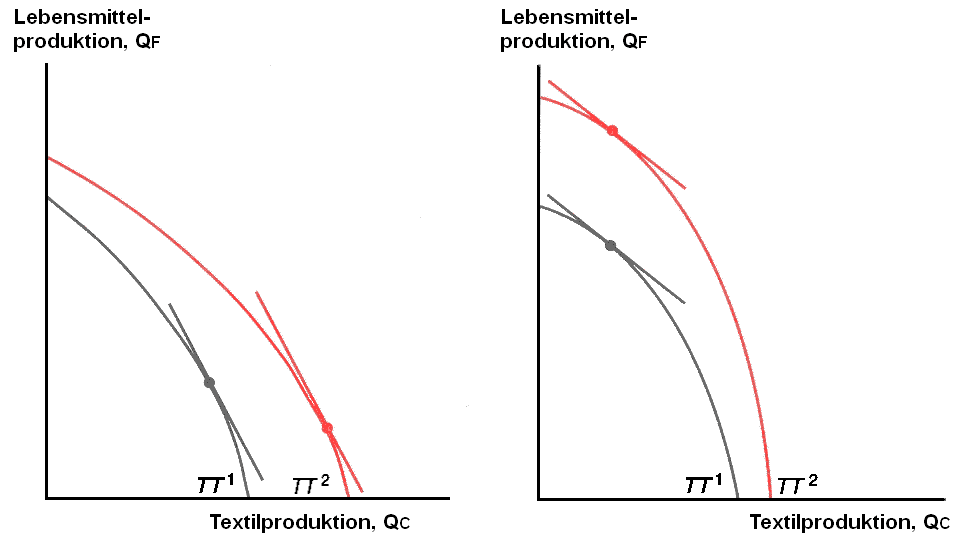

Ein solches einseitiges Wachstum wird auch als verzerrtes Wachstum bezeichnet. Es hat zur Folge, dass die Volkswirtschaft eine erhöhte Produktion, also ein Wachstum zugunsten des Gutes erfährt, welches ebenso ein einseitiges Wachstum zu seinen Gunsten erfahren hat.

## Relatives Angebot und Terms of Trade
Erfährt nun ein Sektor in einer Volkswirtschaft ein Wachstum, aus welchen Gründen auch immer, so produziert die Volkswirtschaft auch mehr Güter in diesem Sektor (hier Textilien). Die Zunahme dieses Gutes im Inland hat gleichzeitig auch ein Anstieg des Weltangebotes an Textilen zur Folge, sofern die zu betrachtende Volkswirtschaft Außenhandel betreibt, wovon im Außenhandelsmodell auszugehen ist. In der Realität gibt es Handel zwischen den einzelnen Ländern der Erde, da offensichtliche Gründe für Außenhandel gegeben sind. (z. B. die Ausnutzung komparativer Kostenvorteile oder die Versorgung mit Ressourcen, die im eigenen Land nicht- oder nur in unzureichendem Maße vorhanden sind)
Diese einseitige Verschiebung hat ebenfalls zur Folge, dass die Produktion in anderen Sektoren zurückgeht. Es wird also nicht nur relativ, sondern auch real mehr von dem einen Gut und weniger von dem anderen Gut produziert. Es erfolgt eine Spezialisierung, was nachstehender Grafik zu entnehmen ist.

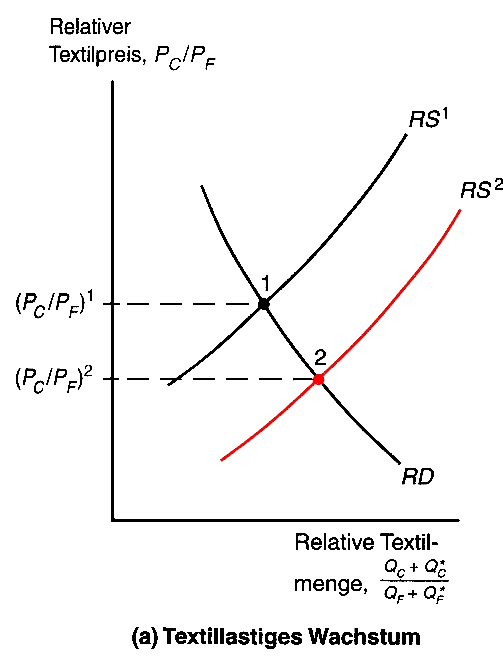

Das erhöhte Weltangebot (in unserem Beispiel an Textilien) hat zur Folge, dass sich der relative Preis für Textilien senkt. Senkt sich der relative Preis eines Gutes (welches bevorzugt in der zu betrachtenden Volkswirtschaft produziert wird), ist dies gleichbedeutend mit einer Verschlechterung der Terms of Trade im Inland und einer Verbesserung der realen Tauschverhältnisse des Auslandes, sofern das Ausland nicht ebenfalls bevorzugt Textilien produziert.
Anhand dieser Zusammenhänge kann man sagen, dass es für die Terms of Trade im Inland und das relative Angebot (und damit auch für das Weltmarktangebot, der Weltmarktnachfrage und dem daraus resultierenden Weltmarktpreis) eines Gutes egal ist, in welchem Land ein Gut ein konzentriertes Wachstum erfährt.
Ein konzentriertes Wachstum, das zu einer Erhöhung des relativen Angebotes eines Gutes (das nicht bevorzugt im Inland produziert) führt, hat zur Folge, dass sich der Preis des bevorzugt produzierten Gutes im Inland erhöht und folglich die Terms of Trade im Inland verbessert – also genau den gegenläufigen Effekt. Auch hierbei ist es unerheblich, in welchem Land das Wachstum erfolgt.  Dieser Zusammenhang wird in nachstehender Grafik erläutert.

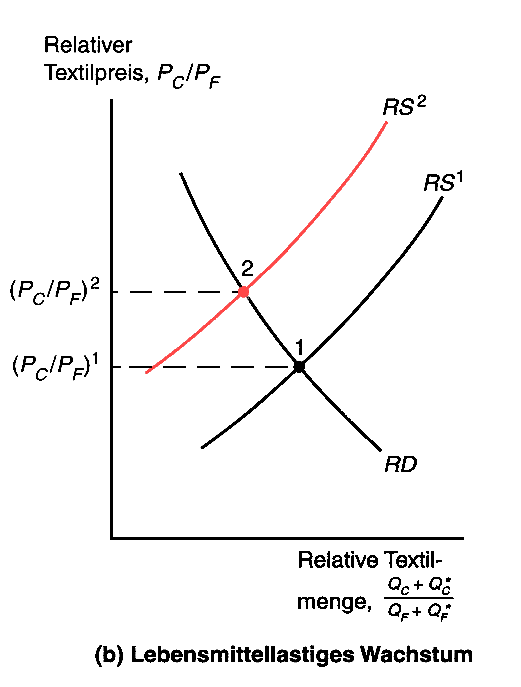

## Importorientiertes Wachstum
Im Standardmodell einer Handel treibenden Volkswirtschaft ist es definitionsgemäß sinnvoll und auch notwendig, dass die Länder unserer Erde Handel treiben; d. h., dass sie Güter importieren und exportieren.
Gibt es nun ein einseitiges (verzerrtes) Wachstum auf dem Weltmarkt zugunsten des Gutes, das eine zu betrachtende Volkswirtschaft importiert (aus welchen Gründen auch immer), so verbessern sich gemäß der Gesetzmäßigkeiten des relativen Angebotes und der Terms of Trade die Bedingungen zugunsten des Importeurs. Das bedeutet, dass der Preis für das auf dem Weltmarkt bezogene Gut günstig für die Volkswirtschaft ist. In vielen Fällen erfährt die Volkswirtschaft dadurch einen generellen Aufschwung, sofern das importierte Gut zur Weiterverarbeitung oder Veredelung durch innovative, arbeitsintensive oder kapitalintensive Verfahren benötigt wird, welche wiederum kostengünstiger im Inland oder auf dem Weltmarkt angeboten werden können. Dieser Tatbestand wird als Importorientiertes Wachstum bezeichnet.
Generell gilt:
- Importorientiertes Wachstum im Allgemeinen die realen Tauschverhältnisse eines Landes verbessert zulasten der übrigen Welt
- Exportorientiertes Wachstum die Terms of Trade für ein Land verschlechtert und zugunsten der übrigen Welt verbessert.[8]

## Belege
1. ↑  P. Krugman, M. Obstfeld: Internationale Wirtschaft. 7. Auflage, München u. a. 2006.
2. ↑  Klaus Rose/Karlhans Sauernheimer, Theorie der Außenwirtschaft. 12. Auflage, München u. a., 2005.
3. ↑  P. Krugman, M. Obstfeld: Internationale Wirtschaft. 7. Auflage, München u. a. 2006.
4. ↑  P. Krugman, M. Obstfeld: Internationale Wirtschaft. 7. Auflage, München u. a. 2006.
5. ↑  P. Krugman, M. Obstfeld: Internationale Wirtschaft. 7. Auflage, München u. a. 2006.
6. ↑  P. Krugman, M. Obstfeld: Internationale Wirtschaft. 7. Auflage, München u. a. 2006.
7. ↑  W Eibner: Anwendungsorientierte Außenwirtschaft: Theorie & Politik. München 2006.
8. ↑  P. Krugman, M. Obstfeld: Internationale Wirtschaft. 7. Auflage, München u. a. 2006.